# Makedonski Brod
Makedonski Brod (makedonska: Македонски Брод [maˈkɛdɔnski brɔt] lyssna (fil)) är en mindre stad i kommunen Makedonski Brod i centrala Nordmakedonien. Staden ligger vid floden Treska, cirka 57 kilometer sydväst om Skopje. Makedonski Brod hade 3 643 invånare vid folkräkningen år 2021.
Av invånarna i Makedonski Brod är 98,96 % makedonier och 0,45 % albaner (2021).